# La Tentation d'un bonze
Pour plus de détails, voir Fiche technique et Distribution.
La Tentation d'un Bonze (誘僧, You Seng) est un film dramatique historique hongkongais réalisé par Clara Law et sorti en 1993 à Hong Kong. C'est l'adaptation d'un roman de Lee Pik-wah qui raconte l'histoire d'un moine nommé Jing-yi et de son passé obsédant, ainsi que d'une femme assassin envoyée pour le tuer. Le film est interdit en Chine.

## Synopsis
Au VIIe siècle, au début de la dynastie Tang, le général Shi Yan-sheng (Wu Hsing-kuo) est trahi par le général Huo Da (Zhang Fengyi) qui assassine brutalement le prince héritier afin de s'emparer du trône. Shi est contraint de s'exiler mais est déterminé à se venger de Huo Da. Les choses ne tournent cependant pas en sa faveur, et tous ses proches, y compris sa mère (Lisa Lu) et sa fiancée la princesse Hong-e (Joan Chen) sont également tués par Huo Da.
Dévasté, Shi erre sans but jusqu'à se retrouver dans un monastère bouddhiste où il devient moine et adopte le nom de Jing-yi. Un jour, il rencontre une veuve nommée Qing-shou (Joan Chen) qui ressemble quasiment à l'identique à sa fiancée disparue. Celle-ci est également devenue moine dans le même monastère. Au départ, il est dérangé par sa présence mais tombe plus tard amoureux d'elle tout en ignorant qu'elle est en fait un assassin envoyé par Huo Da pour le tuer.

## Fiche technique
- Titre original : 誘僧
- Titre français : La Tentation d'un Bonze
- Titre international : Temptation of a Monk
- Réalisation : Clara Law
- Scénario : Eddie Fong Ling-ching et Lee Pik-wah
- Musique : Tats Lau et Wai Yee-leung
- Photographie : Andrew Lesnie
- Montage : Jill Bilcock
- Production : Eddie Fong Ling-ching, Teddy Robin et Kay Wong
- Société de production : Golden Harvest et Tedpoly Films
- Société de distribution : Newport Entertainment
- Pays d'origine :  Hong Kong
- Langue : cantonais et mandarin
- Genre : drame et historique
- Durée : 118 minutes
- Date de sortie :
  -  Pays-Bas : 11 mai 1994
  -  Corée du Sud : 1er avril 1995
  -  États-Unis : 25 août 1995
  -  Australie : 4 juillet 1996

## Distribution
- Joan Chen : la princesse Hong-e/Qing-shou
- Wu Hsing-kuo : le général Shi Yan-sheng/Jing-yi
- Zhang Fengyi : le général Huo Da
- Li Ming-yang : l'abbé
- Lisa Lu : la mère de Shi

## Accueil
La Tentation d'un Bonze reçoit des critiques mitigées à positives. Alors que tout le monde salue les décors, les costumes et la photographie, le traitement du scénario et des personnages est accueilli tièdement. Le New York Times écrit que « Malgré toute sa beauté, le film a des moments soporifiques, et l'intrigue politique enchevêtrée qui anime l'histoire n'est pas facile à suivre ». Stephen Teo de Senses of Cinema écrit que « La tentation peut être dans le titre, mais la rédemption est le véritable thème du film, et c'est parce que Law est incapable d'expliquer le processus de rédemption que le film finit par s'effondrer ». Mais d'autres parts, certains critiques qualifient ce film de chef-d'œuvre et d'autres trouvent très envoûtant l'utilisation du silence comme moyen de communication. La première partie du film rappelle aux critiques Kagemusha, l'Ombre du guerrier (1980) d'Akira Kurosawa. La réalisatrice Clara Law déclare plus tard que ces parties représentent l'aube du chaos dans le conflit interne du protagoniste et ces scènes ne devraient pas être considérées comme faisant partie du sensationnalisme.

## Prix
- Mili Award-Directeur de la photographie de l'année de l'Australian Cinematographers Society (en) pour Andrew Lesnie[6]
- Hong Kong Film Award du meilleur nouvel acteur pour Wu Hsing-kuo
- Hong Kong Film Award de la meilleure musique de film originale pour Tats Lau et Wai Yee-leung
- Prix spécial aux Golden Horse Awards pour Li Ming-yang
- Golden Horse Award de la meilleure direction artistique pour Tim Yip, Zhanjia Yang et Lee Wai-ming
- Grand Prix du Jury – Meilleur long métrage de fiction au Festival international de films de femmes de Créteil (1994)